# Gais (Appenzell)
Gais es una comuna suiza del cantón de Appenzell Rodas Exteriores, formó parte del extinto distrito del Mittelland. Limita al norte con la comuna de Trogen, al este con Altstätten (SG) y Eichberg (SG), al sur con Rüte (AI) y Appenzell (AI), y al oeste con Schlatt-Haslen (AI) y Bühler.
Las localidades de Gäbris, Grüt, Rietli, Schachen bei Gais, Schwäbrig, Sommersberg, Stoss, Strahlholz y Zwislen forman parte de la comuna. 
La comuna recibió el premio Wakker en 1977 por el desarrollo y la preservación de su patrimonio arquitectónico. La plaza del pueblo, la iglesia protestante de 1782, el antiguo hotel balneario Neuer Ochsen de 1796 y la posada Krone de 1781 están catalogados como sitios de patrimonio de importancia nacional.

## Personalidades
- Albert von Keller, pintor.